# ميخائيل لين (رياضياتي)
ميخائيل لين هو رياضياتي إسرائيلي، ولد في 8 يونيو 1942 في تل أبيب في إسرائيل.